# Regina Burchardt
Regina Burchardt (ur. 1 lipca 1983 w Berlinie w Niemczech) – siatkarka grająca jako przyjmująca.
Obecnie występuje w drużynie 1. VC Wiesbaden.

## Kariera
- Marzahner VC (–1996)
- VC Olympia Berlin (1996–2001)
- Volley Cats Berlin (2001-)
- Berlin-Brandenburger VC 68 (–2004)
- Rote Raben Vilsbiburg (2004–2009)
- Club Voleibol Haro (2009–2010)
- 1. VC Wiesbaden (2010-)